# Buffetto
 (décembre 2023).
Si vous disposez d'ouvrages ou d'articles de référence ou si vous connaissez des sites web de qualité traitant du thème abordé ici, merci de compléter l'article en donnant les références utiles à sa vérifiabilité et en les liant à la section « Notes et références ».

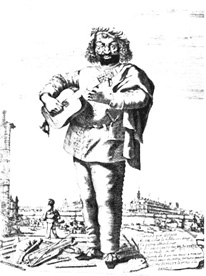
Stefano della Bella, portrait de Carlo Cantù Buffetto.

Buffetto est un personnage de la commedia dell'arte italienne introduite sur scène par l'acteur Carlo Cantù.

## Histoire
Avant le lancement par Carlo Cantù, la dénomination Buffetto serait déjà utilisée en Italie par des compagnies de théâtre comique et le contact avec le milieu théâtral français aurait modifié et changé le personnage de Buffetto en Brighella.
Le terme de Buffetto aurait pour origine le nom d'une localité lombarde et en particulier bergamasque.
Le premier témoignage écrit concernant Buffetto remontent à la fin du Cinquecento avec l'apparition de la composition « Noze di Zan Panza de Pegora alias Simon, fatte in la Vala di Bufet ».
Vers 1602 sont diffusées les « Allegre et ridiculose nozze di Zan Falopa da Bufeto » et la « Canzone della Pulce » d'origine véronaise.
Dans la chanson «Canzonetta delle nozze di Petrina e Cotogno Buffetto », il est cité comme une alternative de Zanni. Cela laisse penser que dans un premier temps, Buffetto trouva un espace comme un second Zanni, jusqu'au moment où Carlo Cantù décide de le refaçonner.
Le nouveau personnage de Cantù obtient un bon succès d'abord en Émilie, puis en France.
Une documentation concernant les caractéristiques et la vie artistique de Buffetto « Cicalamento in canzonette ridicolose ovvero Trattato di matrimonio fra Buffetto e Colombina comici » est éditée.
Même si fondamentalement Buffetto semble être une nouvelle forme de Brighella, duquel il se rapproche par l'aspect physique, l'interprétation de Carlo Cantù lui confère une expression théâtrale originale.

## Sources
- (it) Cet article est partiellement ou en totalité issu de l’article de Wikipédia en italien intitulé « Buffetto » (voir la liste des auteurs).